# 加里宁格勒时间
|  | 時區   | 名稱                        |
|  | ------ | --------------------------- |
|  | UTC+2  | MSK−1: 加里宁格勒时间       |
|  | UTC+3  | MSK:+1 莫斯科时间           |
|  | UTC+4  | MSK+1: 萨马拉时间           |
|  | UTC+5  | MSK+2: 叶卡捷琳堡时间       |
|  | UTC+6  | MSK+3: 鄂木斯克时间         |
|  | UTC+7  | MSK+4: 克拉斯诺亚尔斯克时间 |
|  | UTC+8  | MSK+5: 伊尔库茨克时间       |
|  | UTC+9  | MSK+6: 雅库茨克时间         |
|  | UTC+10 | MSK+7: 符拉迪沃斯托克时间   |
|  | UTC+11 | MSK+8: 馬加丹時間           |
|  | UTC+12 | MSK+9: 堪察加时间           |

| 淺藍 | 欧洲西部时间／格林尼治標準時間（UTC）                       |
| 藍色 | 欧洲西部时间／格林尼治標準時間（UTC）                       |
| 藍色 | 欧洲西部夏令时间／英国夏令时／愛爾蘭標準時間（UTC+1）       |
| 紅色 | 欧洲中部时间（UTC+1）                                       |
| 紅色 | 欧洲中部夏令时间（UTC+2）                                   |
| 黃色 | 欧洲东部时间／加里宁格勒时间（UTC+2）                       |
| 金色 | 欧洲东部时间（UTC+2）                                       |
| 金色 | 欧洲东部夏令时间（UTC+3）                                   |
| 淺綠 | 歐洲极东時間／莫斯科时间／土耳其時間（UTC+3）               |
| 青綠 | 亞美尼亞時間／亞塞拜然時間／喬治亞時間／薩馬拉時間（UTC+4） |

加里宁格勒时间（俄语：калининградское время）是俄罗斯的一个时区，以加里宁格勒命名。加里宁格勒时间比UTC早2个小时（UTC+2），比莫斯科时间晚1个小时（MSK-1）。

## 时间变动
俄罗斯国土广阔，横跨多个时区。国内对于时区设置问题一直存在争议。此外，俄罗斯地处高纬度地区。处于节能考虑，曾一度实行夏令时。因此在历史上，俄罗斯的时区多次发生变动。
1981年开始，苏联实行夏令时。夏令时从每年3月最后一个星期日到当年10月最后一个星期日。夏令时期间，加里宁格勒夏令时间为UTC+3。其余时期，为UTC+2。
2011年3月27日至2014年10月26日，俄罗斯固定使用夏令时，加里宁格勒时间为UTC+3。
在时区信息数据库中，与之对应的是Europe/Kaliningrad。

## 覆盖区域
- 加里宁格勒州